# Індустріальний сільський округ
Індустріа́льний сільський округ (каз. Индустриальный ауылдық округі, рос. Индустриальный сельский округ) — адміністративна одиниця у складі Нуринського району Карагандинської області Казахстану. Адміністративний центр та єдиний населений пункт — село Тассуат.
Населення — 696 осіб (2021; 1032 у 2009, 1164 у 1999, 1189 у 1989).
Станом на 1989 рік існувала Індустріальна сільська рада (село Тассуат).